# الأزمة المصرفية الفنزويلية 1994

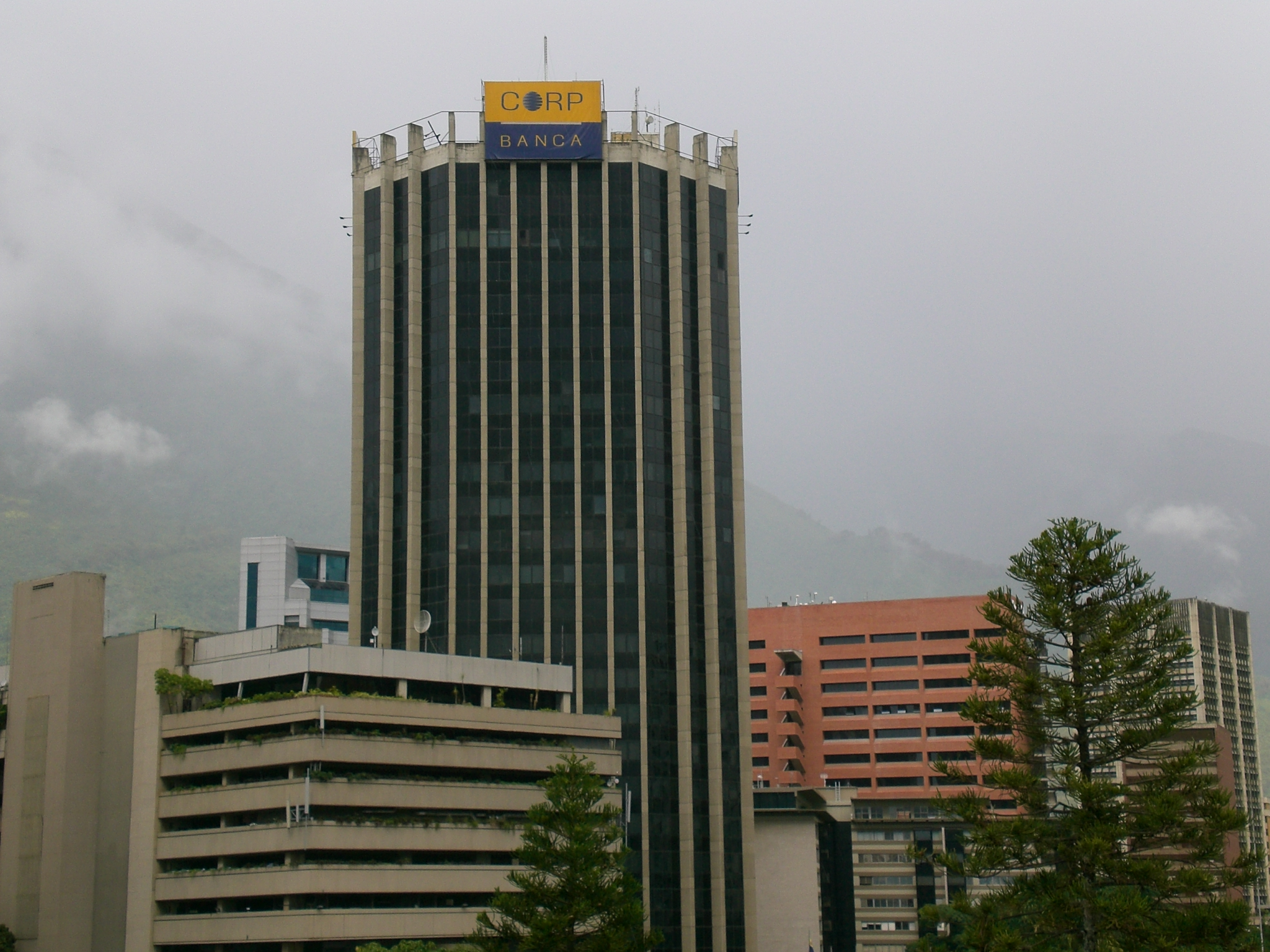
Corp Group Tower.

الأزمة المصرفية الفنزويلية 1994 حدثت في فنزويلا عندما استولت الحكومة على عدد من بنوك فنزويلا. كان أول بنك فاشل في يناير 1994 هو بانكو لاتينو ثاني أكبر بنك في البلاد. في وقت لاحق فشل بنكان يمثلان 18٪ من إجمالي الودائع (بانكو كونسيليدادو وبانكو فنزويلا). في 9 أغسطس 1994 أصبح بنك بانكو دي فنزويلا هو البنك العاشر الذي تنقذه الحكومة الفنزويلية خلال الأزمة، حيث استحوذت الحكومة على حصة الأغلبية مقابل 294 مليون دولار أمريكي. إجمالاً بين يناير 1994 وأغسطس 1995 فشل 17 من 49 مصرفاً تجارياً في البلاد، وكذلك بعض الشركات التابعة تمثل 53٪ من أصول النظام. تتراوح تقديرات التكلفة الإجمالية لخطة الإنقاذ من 18 إلى 31٪ من الناتج المحلي الإجمالي، يعطي أحد التقديرات التكلفة الإجمالية لعمليات الإنقاذ المصرفية 1.8 تريليون بوليفار أو 12 مليار دولار.
أدى التحرير المالي في أوائل التسعينيات والرقابة المصرفية المتساهلة إلى وضع بذور الأزمة، والتي انطلقت بعد ذلك من الآثار التراكمية لانهيار أسعار النفط، مما أدى إلى انخفاض حاد في الإنفاق الحكومي وإضعاف الاقتصاد الفنزويلي.
نشرت روث دي كريفوي التي كانت رئيسة البنك المركزي الفنزويلي في ذروة الأزمة عام 1994، كتابًا عن الأزمة.